# Ánimas Yucuniciasi o Yucunicani
Ánimas Yucuniciasi o Yucunicani är en ort i Mexiko.   Den ligger i kommunen San Sebastián Tecomaxtlahuaca och delstaten Oaxaca, i den sydöstra delen av landet, 250 km sydost om huvudstaden Mexico City. Ánimas Yucuniciasi o Yucunicani ligger 1 872 meter över havet och antalet invånare är 113.
Terrängen runt Ánimas Yucuniciasi o Yucunicani är kuperad. Runt Ánimas Yucuniciasi o Yucunicani är det ganska glesbefolkat, med 42 invånare per kvadratkilometer. Närmaste större samhälle är Santiago Juxtlahuaca, 8,5 km söder om Ánimas Yucuniciasi o Yucunicani. I omgivningarna runt Ánimas Yucuniciasi o Yucunicani växer huvudsakligen savannskog.